# Ryll
A ryll a Csillagok háborúja elképzelt univerzumának gyógyszernek és egyben drognak számító fűszere.

## Leírása
A ryll a Ryloth nevű bolygón bányászott fűszer. A kőzetektől és ásványoktól eltérően, a ryll gyorsan növekszik, és egész barlangokat képes betölteni. A fényre nem érzékeny. Nagy kiterjedése miatt a ryllt könnyű bányászni; jóval könnyebb, mint a glitterstimet. Mivel egy helyről nagy adag ryllt lehet kivenni, időnként megtörténik, hogy a nagy, üresen maradt térben a bánya mennyezete rászakad a bányászokra. Ennek ellenére a Rylothon akkora bányákat is létrehoztak, hogy bennük egész nagyvárosok jöttek létre. Azonban ezek a városok addig léteznek, amíg van bányászni való ryll.

## Története
Ezt a fűszert 4800 évvel a yavini csata előtt, körülbelül a Gank mészárlás idején kezdték bányászni. Először csak gyógyszerként használták, aztán rájöttek, hogy finomítással pszichoaktív szert nyerhetnek belőle. Ez a drog a legtisztább formájában kék színű, és fogyasztása kellemes érzést kelt. Azonban függőséget okoz és az életre is veszélyes. A ryll fogyasztásának szokása gyorsan szétterjedt a Galaxisban. Fénykorát a Galaktikus Birodalom idején érte el, amikor is a Birodalom átvette a ryll rokonának, a glitterstimnek a kereskedési jogát. Az Új Köztársaság kezdetekor a twi’lekek rájöttek, hogy egyfajta gomba segítségével tisztább ryllt lehet kinyerni. A bányákban a gomba kiszívja a kövekből a ryllt és függőcseppkövekbe gyűjti. A függőcseppköveket a bányászok letörik és így könnyebb feldolgozni. Az így létrehozott ryll fűszer értékesebb, drágábban eladható.